# Kościół Świętej Trójcy w Chlewiskach
Kościół Świętej Trójcy w Chlewiskach – rzymskokatolicki kościół parafialny należący do parafii pod tym samym wezwaniem (dekanat inowrocławski II archidiecezji gnieźnieńskiej).
Obecny kościół został zbudowany w stylu neogotyckim w 1910 roku na miejscu poprzedniej świątyni drewnianej, która spłonęła. Budowla jest jednonawowa i przylega do niej wieża. Kościół został konsekrowany w 1916 roku.
Świątynia jest niewielka, orientowana, wzniesiono ją na rzucie prostokąta, charakteryzuje się apsydą zaakcentowaną ryzalitem przeprutym ostrołukową arkadą i aneksem zakrystii w ścianie południowej. Kościół nakryty jest dachem trójspadowym, przedłużonym nad zakrystię; nad nie wydzielonym prezbiterium umieszczona jest wieloboczna sygnaturka nakryta ostrosłupowym dachem. Ściany budowli są murowane, wybudowane z cegły na cokole licowanym kamieniem, otwory okien są zamknięte łukiem okrągłym, z kolei otwór drzwi jest ostrołukowy, z profilowanymi węgarami